# Monographiae Phanerogamarum
Monographiae Phanerogamarum (abreviado Monogr. Phan.) fue una revista ilustrada con descripciones botánicas que fue editada conjuntamente por Alphonse Pyrame de Candolle & Anne Casimir Pyrame de Candolle. Se publicó en París en 9 volúmenes en los años 1878-1896.

## Publicaciones
- Volumen n.º 1, Jun 1878;
- Volumen n.º  2, Sep 1879;
- Volumen n.º  3, Jun 1881;
- Volumen n.º  4, Mar 1883;
- Volumen n.º  5(1), Jul 1883;
- Volumen n.º  5(2), Oct 1887;
- Volumen n.º  6, Abr 1889;
- Volumen n.º  7, Jun 1891;
- Volumen n.º  8, Dic 1893;
- Volumen n.º  9, Ene 1896.